# Paracaloptenus caloptenoides
Paracaloptenus caloptenoides је врста инсекта из реда правокрилаца - Orthoptera. Ово је прва врста која је описана на основу примерака сакупљених са територије Србије. Те јединке је сакупио професор Јосиф Панчић.

## Распрострањење
Paracaloptenus caloptenoides је врста југоисточне Европе, а најсјевернији налази су у Аустрији, Словачкој и Мађарској. Главно подручје дистрибуције протеже се од Босне и Херцеговине и Србије до Грчке и Турске на југу. На истоку врста стиже до обала Црног мора. У Србији врста је бележена у већем делу земље.

## Опис
Основну боју чине смеђе до сиве нијансе. Величина мужјака је између 14-16 мм, док су женке крупније и знатно варијабилније у величини тела која се креће од 21 до 35 мм. Јединке ове врсте не могу да лете.

## Биологија и екологија
Одрасле јединке се могу видети од јуна до септембра. Прилично је неупадљива и тешко уочљива. Насељава осунчане, камените и суве ливаде. Често се јавља на истом станишту са врстама из рода Calliptamus.

## Угроженост и заштита
Paracaloptenus caloptenoides се налази на Прилогу 2 и 4 Европске директиве о стаништима. Најчешћи угрожавајући фактор је смањење традиционалне испаше. Стални пад бројности примећен је у Мађарској.

## Синоними
Paracaloptenus typus Bolívar, 1878